# ماریان سیناکوفسکی
ماریان سیناکوفسکی (انگلیسی: Maryan Synakowski; ۱۴ مارس ۱۹۳۶ – ۲۵ ژانویهٔ ۲۰۲۱) بازیکن فوتبال اهل فرانسه بود.
از باشگاه‌هایی که در آن بازی کرده‌است می‌توان به باشگاه فوتبال استاد رنس، باشگاه فوتبال رویال یونیون سنت ژیل، و باشگاه فوتبال سدان اشاره کرد.
وی همچنین در تیم ملی فوتبال فرانسه بازی کرده‌است.